# Martin Bernátek
Martin Bernátek (*4. dubna 1991, Zlín) je český podnikatel a investor a lokální patriot, působící především ve Zlínském kraji. Zaměřuje se na oblasti e-commerce a dlouhověkost. Je znám jako zakladatel e-shopu Ovečkárna.cz, investor VC fondu WTF entita, zakladatel projektu OlaOla pro dostupnou dlouhověkost nebo provozovatel resortu Na mú dušu.

## Život
Narodil se 4. dubna 1991 ve Zlíně. Mládí prožil na Valašsku, kde se i později realizoval podnikatelsky. Původně vyučený automechanik, svou podnikatelskou dráhu zahájil jako stánkový prodejce výrobků z ovčí vlny, které mu otevřely cestu do světa e-commerce a celkově jeho další podnikatelské kariéře.
V současnosti patří mezi důležité osobnosti české e-shopové scény se zaměřením na longevity segment. Patří mezi nejviditelnější zástupce mladé generace regionálních podnikatelů.

## Podnikání

### Ovečkárna.cz
V roce 2011 založil e-shop Ovečkárna.cz, specializovaný na výrobky z ovčí vlny, přírodní textil a doplňky zdravého životního stylu. Ten navazoval na jeho předchozí aktivity. Firma zaznamenala pod vedením Bernátka výrazný růst: v roce 2021 dosáhly tržby bezmála 95 milionů Kč bez DPH. E-shop se dostal mezi 50 nejrychleji rostoucích firem ve střední Evropě (žebříček Deloitte) a 10 nejrychlejších v Česku , v roce 2022 už utržil cca 277 milionů Kč a řadí se mezi přední hráče regionálního e-commerce trhu. V roce 2023 svůj podíl prodal investičnímu fondu Hartenberg – částka nebyla zveřejněna, pravděpodobně však šlo o stovky milionů korun.

### OlaOla
V segmentu zdravého životního stylu následně navázal s projektem OlaOla. Jeho posláním je přiblížit dlouhověkost běžným Čechům. Řídí ho spolu s manželkou Lucií Bernátkovou. Projekt má ambici spojovat v rámci vlastního think-tanku PF 2050 osobnosti, které podporují širokou veřejnost na cestě ke zdravému a naplněnému životu.

### Na mú dušu
V roce 2025 představil ve Velkých Karlovicích projekt Na mú dušu - retreat resort s ubytovací kapacitou cca 60 míst. Klade důraz na udržitelnou architekturu (roubenky jsou zajímavým reprezentantem novofolklorního stylu), lokální zdroje a wellness prvky. Podle Bernátka je český potenciál "retreat cestovního ruchu" kolem cca 800 milionů EUR (~20 miliard Kč) do roku 2035 

### Investiční aktivity
Pod hlavičkou fondu WTF Entita plánuje rozšířit portfolio o další projekty spojující digitální a fyzický svět – od longevity, přes zdraví až po edukaci. Bernátek deklaruje, že nehledá pouhý exit, ale projekty "s hlubším smyslem"